# Дутыш
Ду́тыш, в более ранних источниках кули́к-ду́тыш (лат. Calidris melanotos) — небольшая птица, гнездящаяся от Таймыра через Чукотку до Аляски и Канады.
Весит до 110 грамм (самцы крупнее самок). Длина крыла от 12 см. Окрас серо-бурый со светлым подбрюшьем и грудью. Известны залеты в Европу, что позволяет предполагать постепенное расширение ареала российской популяции на запад. Зимует (и российская сибирская и американская популяции) в странах Южной Америки, причем восточносибирские дутыши сначала летят на Аляску через Берингов пролив, а уже потом — на юг. Токующие самцы издают специфический звук, передаваемый как «ду-ду-ду…», что и отражено в русскоязычном названии птицы.

## Описание

### Внешний вид
Достаточно крупный изящного телосложения песочник с тонким слегка изогнутым книзу клювом и длинными, обычно желтоватого цвета ногами. Несколько крупнее чернозобика и фифи: длина тела 19—25 см, размах крыльев 38—45 см, масса самцов 80—120, самок 45—90 г. Характерная особенность этого кулика, заметно отличающая его от похожего острохвостого песочника — чёткая, не плавно переходящая, граница между пёстрой буровато-белой грудью (белые вершины перьев образуют крапчатую пятнистость на тёмном фоне) и чисто белым брюхом. Окрас типичный для песочников: буровато-серый верх с многочисленными тёмными пестринами сочетается с монотонным белым брюхом и подхвостьем. Однако, в отличие от других представителей рода, у дутыша летний наряд почти не отличается от зимнего; лишь в брачный период на шапочке и спине появляется небольшой охристый налёт, вызванный рыжеватыми каёмками перьев.

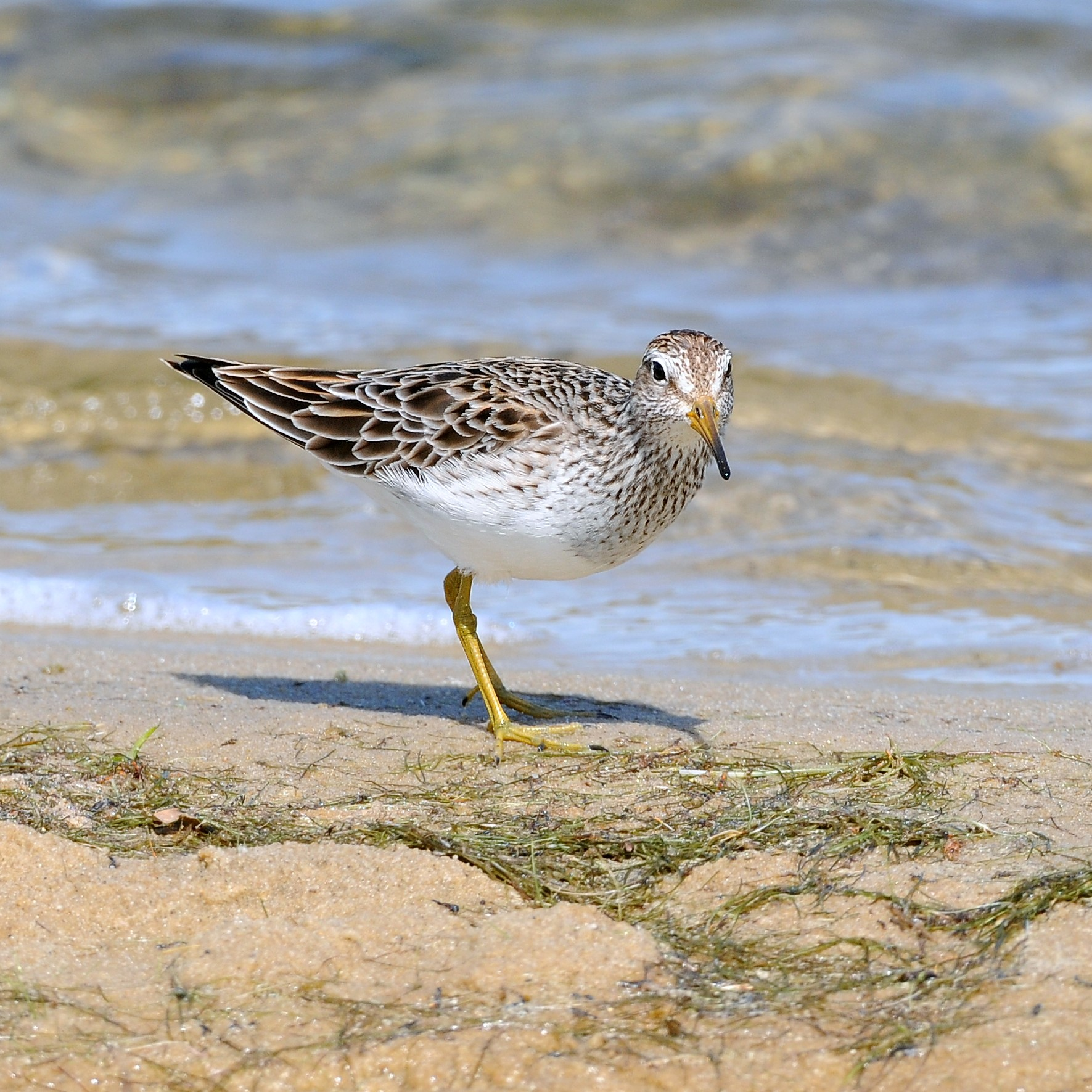
На пролёте в Нью-Джерси

Половой диморфизм проявляется главным образом в размерах: самцы выглядят примерно на треть крупнее самок. Кроме того, в период токования на зобу самцов раздуваются воздушные мешки (подобное поведение также отмечено у турухтана), в результате чего грудь и горло в это время выглядят более тёмным и вздутыми. Молодые птицы похожи на взрослых в летнем пере, более интенсивные по сравнению со взрослыми рыжие каёмки перьев в верхней части тела образуют чешуйчатый рисунок. По всей длине крыла сеголеток хорошо заметна тонкая светлая полоса, образованная соломенного цвета каёмками верхних кроющих.
Крылья типичные для песочников — острые и относительно узкие, их длина варьирует в пределах 12,4—13,8 см у самок и 13,6—15 см у самцов. Их окрас сверху бурый, снизу белый в бурых пятнышках. Клюв недлинный, буроватый с оливковым или зеленоватым основанием — иногда довольно контрастным по отношению к остальной части. Радужка тёмно-каряя. Ноги чаще всего буровато-жёлтые, но также могут иметь зеленоватый оттенок.

### Голос
В полёте часто издаёт короткий вибрирующий, слегка хриплый крик «крррт», похожий на таковой у краснозобика и бэрдова песочника, однако более низкий. «Брачная песня» токующего на земле и в невысоком полёте самца — глуховатый, но далеко слышный звук, издаваемый при сдутии шейных воздушных мешков, который обычно интерпретируют как «ду-ду-ду…» или «уэ-уэ-уэ…». Этот звук, несколько напоминающий таковой, издаваемый сиреной, раздаётся с периодичностью 2—3 раза в секунду. Иногда к нему примешивается бульканье и своеобразное «пррить…пррить». Сигнал тревоги у самки — негромкое стрекотание «чррр, чррр…».

## Распространение
| Страна/Регион     | Количество гнездящихся птиц |
| ----------------- | --------------------------- |
| Канада            | 45 %                        |
| Россия            | 39 %                        |
| Аляска            | 16 %                        |
| Общая численность | 150 тыс. голов              |
| Гнездовая площадь | 2,63 млн км                 |

### Гнездовой ареал
На территории Восточной Сибири кулик гнездится в полосе арктических, типичных и кустарниковых тундр вплоть до побережья Северного Ледовитого океана от Ямала к востоку до Чукотки и дельты Анадыря. Область распространения в Северной Америке — арктическое побережье и тундры от Аляски к востоку до острова Саутгемптон, к югу до центральной части Маккензи, южного Киватина и предположительно до южного побережья Гудзонова залива. Встречается островах Большой Ляховский, Врангеля и Святого Лаврентия. В пределах России наиболее чётко обозначены западная и юго-восточная границы гнездового ареала. В первом случае это мохово-лишайниковые и кустарниковые тундры Гыданского полуострова, западный и центральный Таймыр. На Дальнем Востоке песочник проникает к югу до южного побережья Анадырского лимана и северо-восточных отрогов Корякского нагорья. В России наибольшей плотности поселений, по всей видимости, достигает в южной и средней части тундры Якутии — в дельте Лены, в промежутке между долинами Хромы и Индигирки, в районе Колымы, а также в мохово-лишайниковой тундре восточной части Таймыра.

### Миграции
Дутыш — типичный сезонный мигрант, причём наиболее отдалённые от мест зимовок популяции в год совершают путешествие на расстояние свыше 30 тыс. км — расстояние, сравнимое с рекордными перелётами полярной крачки. Бо́льшая часть птиц зимует в Южной Америке — от Эквадора, Боливии и Парагвая к югу до Уругвая, Аргентины и Чили. Относительно небольшая часть птиц перемещается на юг Австралии, в Тасманию и Новую Зеландию. Пути миграции, как правило, лежат через территорию Северной Америки: гнездящиеся на территории России птицы сначала через Берингов пролив попадают на Аляску и в Канаду, после чего поворачивают к югу, следуя по маршруту большого круга через Западную Атлантику. При этом часть птиц придерживается восточного побережья Северной Америки, а другая летит открытым морем, делая остановки на Бермудских островах.

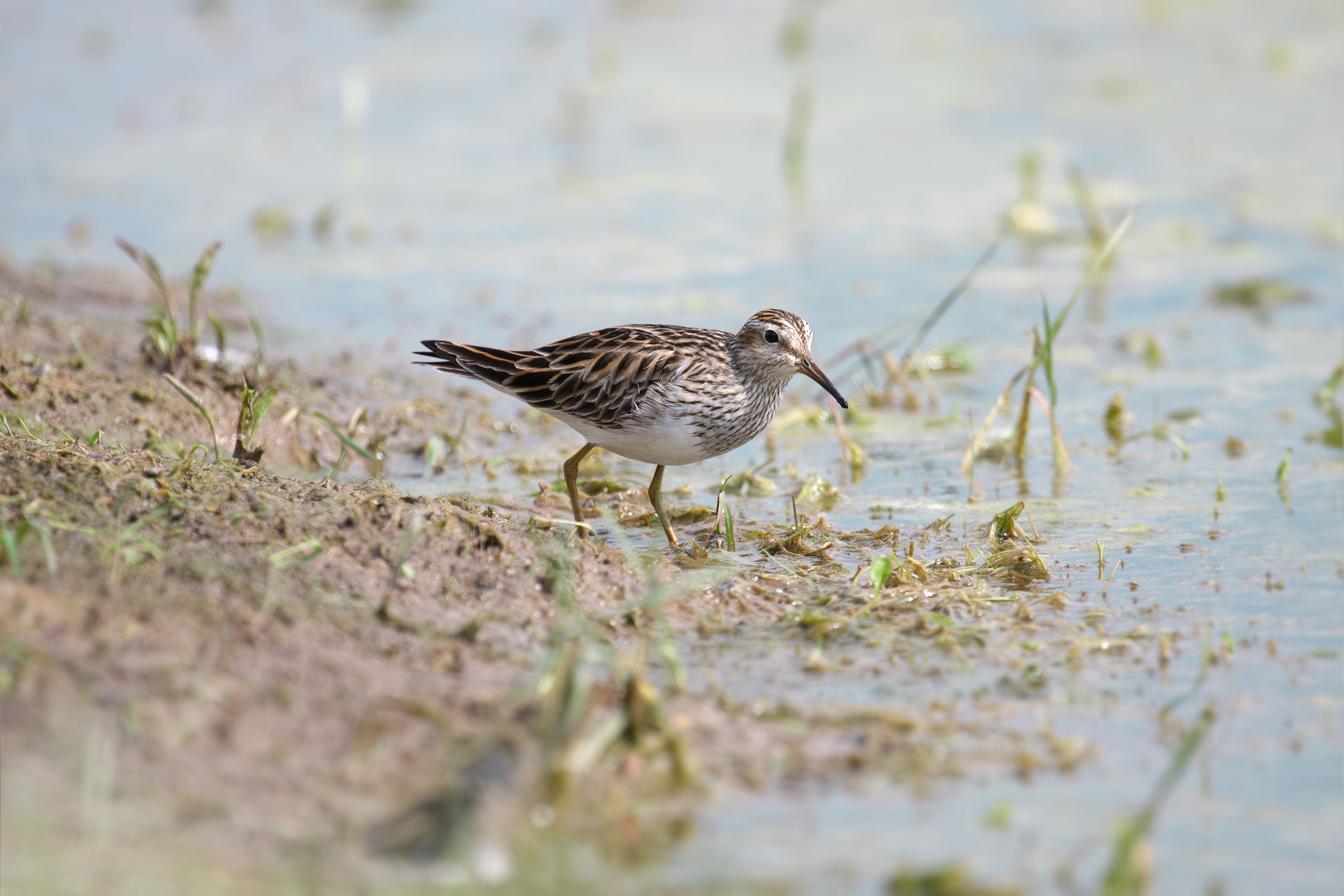
Внегнездовой биотоп — заливной луг

На пролёте птицы держатся стаями, состоящими из 30—40 особей. Летне-осенняя миграция самцов начинается в конце июня, последними гнездовья покидают молодые, начиная с первой половины августа. В Северной Америке в сентябре-октябре встречаются лишь отдельные сеголетки (птицы первого года жизни). Весенняя миграция проходит в промежутке между мартом и началом июня; в отличие от осенней, её маршруты пролегают через внутренние районы Северной Америки (за исключением западной части США). На пролёте дутыш отмечен в Тихом океане на островах Лайн и Феникс. Осенние штормы нередко заносят птиц в Западную Европу (в частности, в Великобританию и Ирландию), откуда птицы перемещаются на юг в сторону Африки. Кроме того, случайные залёты дутыша известны на Азорских, Гавайских и Фолклендских островах, Мадейре, Мальте, Шпицбергене, острове Медвежьем, в Исландии, Южной Георгии, Южной и Восточной Африке.
Возможно, на сроки миграции дутыша, как и многих других гнездящихся в полярных широтах птиц, влияет глобальное потепление. Так, столетие назад в северном Огайо пролётные кулики обычно регистрировались в конце августа и в начале мая, в то время как в настоящее время их подавляющее большинство отмечается в этом районе в середине сентября, а на обратном пути в апреле.

### Места обитания

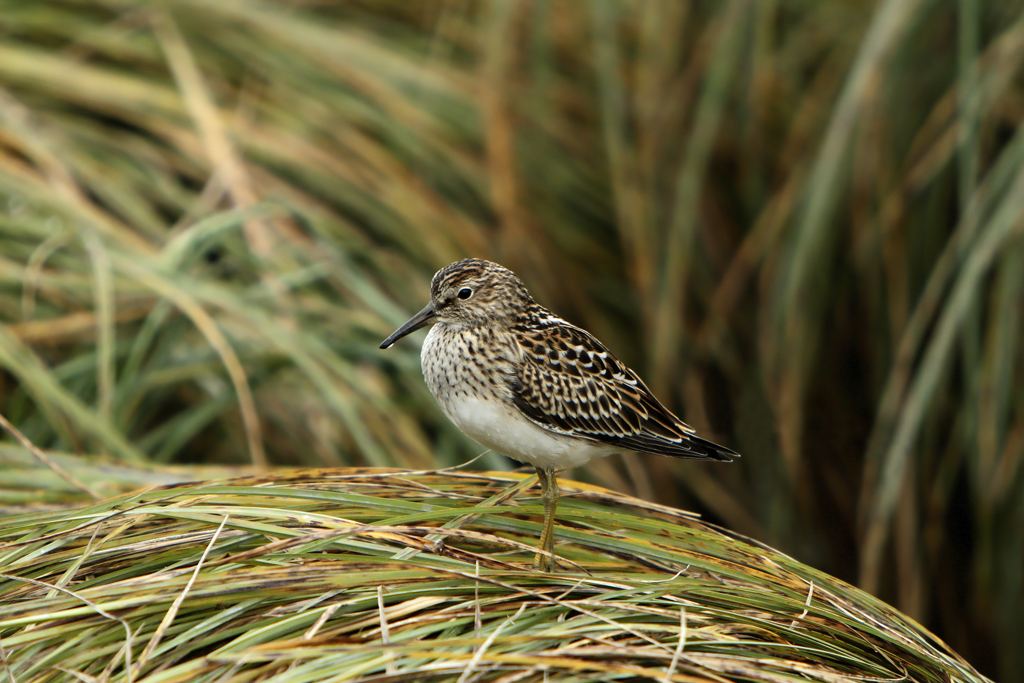
Кулик на Аляске

Типичный биотоп в гнездовой период — сухие участки тундры у границы хорошо увлажнённых травянистых пространств, часто возле берегов оврагов и ручьёв. На зимовках держится на морских илистых побережьях, заливных лугах, пресноводных и солончаковых болотах, песчаных и грязевых отмелях по берегам и в устьях рек, возле мелких водоёмов в травянистых пампасах. Зимой часто образует небольшие стаи, состоящие из 5—6 особей, но также встречается и поодиночке.

## Питание
Более половины потребляемого корма, особенно в период размножения, приходится на личинок двукрылых — комаров и мух. Питается также водными и наземными жуками, полужесткокрылыми (в том числе клопами) и перепончатокрылыми (пчёлами, осами), бокоплавами, клещами, кольчатыми червями и пауками. На пролёте употребляет в пищу ракообразных и саранчовых. Незначительный объём пищи составляют семена трав.
Корм добывает чаще всего на сухих участках в стороне от воды в траве. Реже кормится на мелководье. Добычу высматривает, неторопливо и равномерно передвигаясь по суши, и делая частые остановки. Приметив жертву, быстрым движением клюва хватает её, подчас несколько раз тыкая им в землю. Иногда птица погружает клюв в мягкий илистый грунт и с его помощью нащупывает скрыто живущих насекомых.

## Размножение

### Брачное поведение
Оба пола полигамны, пары как таковые не образуются — такая система выделяет дутыша среди всех остальных песочников. Первыми на гнездовья прилетают самцы и сразу занимают каждый свою территорию, на которой несколько дней спустя приступают к токованию. Брачное поведение самца, в котором он пытается привлечь самок, выглядит следующим образом. Кулик постоянно держится в пределах заранее обозначенного участка, где в течение дня прохаживается с опущенным хвостом и взъерошенными перьями. Время от времени он делает несколько коротких, но сильных взмахов крыльями и раздувает воздушные мешки на шее, вследствие чего по бокам её образуются два сильно выпуклых полушария. После этого крылья складываются, однако шея продолжает периодически раздуваться, хотя и с меньшей силой. При раздутии мешков издаются глухие звуки, слышимые на большом расстоянии (см. раздел «Голос»). Иногда токующий кулик взлетает на высоту 15—20 м, чередуя машущий полёт с планированием с поднятыми крыльями, и продолжает дудеть. Это театрализованное действие привлекает на токовище самок, которые ещё больше возбуждает самцов. Приметив потенциальную партнёршу, самец бегает вокруг неё, делает движения, напоминающие поклоны, втягивает голову в плечи и раздувает мешки. Спаривание происходит здесь же, после чего самка покидает токовище. В низовьях Индигирки токование продолжается до конца июня.
Леску и соавторы (2012) пришли к выводу, что во время трёхнедельного периода усиленной конкуренции за самок самцы дутышей бодрствуют чаще, чем обычно. Предполагается, что такая адаптация стала следствием полового отбора: чем меньше самец спит, тем больше он оставляет потомства.

### Гнездо
Самцы никакого участия в дальнейшей судьбе потомства не принимают и, как правило, покидают гнездовые участки ещё до окончания насиживания. В отличие от самцов у самок собственная охраняемая территория не выражена. Спарившись с одним или несколькими самцами, они удаляются и устраивают гнездо в стороне, нередко на значительном удалении от мест токования самцов. Само гнездо представляет собой углубление в траве, реже во мху диаметром 8—9 см и глубиной 4—6 см. Оно имеет обильную выстилку из лишайников, сухих травинок, листьев карликовой берёзы и ивы полярной.

### Насиживание и птенцы
В тундрах Восточной Сибири кладка яиц начинается во второй половине июня. В полной кладке 4 яйца овальной или грушевидной формы, с блестящей скорлупой. Общий фон скорлупы бледно-палевый, охристый либо зеленоватый; по нему с различной интенсивностью разбросаны бурые пятна. Размеры яиц: (34—42) х (25—28) мм. Насиживание продолжается 21—23 дня. Самка на гнезде ведёт себя очень скрытно и подпускает на близкое расстояние. При непосредственной опасности она покидает кладку и убегает, однако быстро возвращается обратно, когда опасность миновала.
Птенцы выводкового типа, вскоре после появления на свет покидают гнездо и могут самостоятельно добывать себе корм. Самка водит их 10-20 дней и покидает выводок ещё до того, как те поднимаются на крыло в возрасте около трёх недель.